# Gandatapa
Gandatapa is een bestuurslaag in het regentschap Banyumas van de provincie Midden-Java, Indonesië. Gandatapa telt 6856 inwoners (volkstelling 2010).